# Jylland mellem tvende have (film)
 For alternative betydninger, se Jylland mellem tvende have. (Se også artikler, som begynder med Jylland mellem tvende have)
Jylland mellem tvende have er en dansk dokumentarfilm fra 1990 instrueret af Aksel Hald-Christensen efter eget manuskript. Filmen, der er 75 minutter lang, kaldes også Jyllandsfilmen, og kommer omkring en række jyske lokaliteter.